# Hirundichthys
Els peixos voladors del gènere Hirundichthys són peixos marins de la família exocètids, distribuïts per aigües superficials de tots els oceans, el mar Carib i el mar Mediterrani.

## Anatomia
Té el cos allargat i moderadament prim, amb una longitud màxima que oscil·la entre 18 i 30 cm segons l'espècie; la mandíbula superior no és protrusible; l'aleta dorsal té normalment el mateix nombre de radis que l'aleta anal.

## Hàbitat
Són peixos pelàgics migratoris, abundants en aigües superficials subtropicals, on viuen en bancs alimentant-se de plàncton.

## Taxonomia
Existeixen nou espècies del gènere Hirundichthys:
- Hirundichthys affinis (Günther, 1866) - Volador de quatre ales o Volador oreneta
- Hirundichthys albimaculatus (Fowler, 1934) - Volador de taca blanca
- Hirundichthys coromandelensis (Hornell, 1923) - Volador coromandèlic
- Hirundichthys ilma (Clarke, 1899)
- Hirundichthys marginatus (Nichols i Breder, 1928) - Volador ala-navalla o Volador de banda
- Hirundichthys oxycephalus (Bleeker, 1852) - Volador de casquet
- Hirundichthys rondeletii (Valenciennes en Cuvier i Valenciennes, 1847) - Volador d'ala negra o Oreneta de mar
- Hirundichthys socotranus (Steindachner, 1902)
- Hirundichthys speculiger (Valenciennes en Cuvier i Valenciennes, 1847) - Volador mirall